# Club Social y Deportivo Universitario 23 de Agosto
El Club Social y Deportivo Universitario 23 de Agosto (hoy llamado Universitario 23 de Agosto) es una entidad deportiva de la ciudad de San Salvador de Jujuy, Argentina. Fue fundado el  15 de junio de 2015, su principal actividad es el fútbol. Desde 2015, está afiliada a la Liga Jujeña de Fútbol.
También se practica hockey, rugby, hándbol, vóley, básquet, natación, tenis, y gimnasio. El estadio de este club está ubicado en el Barrio Los Huaicos.

## Historia
El Club Universitario nació un 22 de agosto de 2014 en el seno de la UNJu, y el 5 de marzo de 2015 creó el estatuto que rige sus destinos, definiendo el sistema de elección de sus autoridades, así como también su acta constitutiva, en la que se concibe como una Asociación Civil sin fines de lucro. La personería jurídica y el reconocimiento por parte de Fiscalía de Estado se confirmaron el 15 de junio de 2015, fecha que quedará marcada como el nacimiento jurídico de la entidad.
De acuerdo a lo dispuesto por la Comisión Directiva.
A partir del 2015 se afilia a la Liga Jujeña de Fútbol, la institución de la Universidad Nacional de Jujuy competirá en las distintas categorías federadas a partir de la temporada que se inicia, además de expandir también su trabajo deportivo recreacional en la familia universitaria.
Desde la Liga jujeña de fútbol, se realizaron diferentes evaluaciones en reunión de comisión directiva a fin de aceptar al club 23 de Agosto como una institución más en la entidad de calle Martín Fierro.

## Datos del Club

### Participaciones en laLiga Jujeña de Fútbol
- Liga Jujeña de Fútbol (9): 2015, 2016, 2017, 2018, 2019, 2021, 2022, 2023 y 2024.

## Palmarés

#### Fútbol femenino
- Liga Jujeña de Fútbol (2): 2016, 2017.